# Olympische Winterspiele 1936/Bob – Viererbob (Männer)
Beim Viererbob der Männer bei den Olympischen Winterspielen 1936 fanden insgesamt vier Läufe statt.
Die ersten beiden Läufe wurden am 11. Februar ausgetragen. Der dritte und vierte Lauf fand einen Tag später statt. Wettkampfstätte war die Olympia-Bobbahn Rießersee.
Ursprünglich hätte der Wettkampf am 8. und 9. Februar stattfinden sollen. Da jedoch Regen und Schneefall die Mannschaften daran gehindert hatten, auf der Strecke zu trainieren, wurde der Wettkampf um drei Tage verschoben. Die Startzeit wurde auf 8 Uhr morgens festgelegt, um sicherzustellen, dass die Strecke nicht durch Sonneneinstrahlung schmolz. 
Die ersten beiden Läufe wurden bei ziemlich großer Kälte gefahren. Nach dem ersten Lauf führte Deutschland I vor Belgien II und Schweiz II. Unmittelbar vor Schweiz I nahm Großbritannien I den fünften Platz ein. Deutschland II kam zu Sturz, der Bob kam leer ins Ziel. Im zweiten Lauf, nachdem Schweiz I schon gefahren war, musste der Lauf wegen einer notwendigen Reparatur an der Bahn unterbrochen werden; die weiteren Läufe wurden auf den Abend verschoben. Für den Deutschen Hanns Kilian lief es nicht gut, in der „Bayernkurve“ eckte er stark an, was Rang 4 im Zwischenklassement ergab. Die beiden Schweizer Bobs lagen ihn Führung, Großbritannien I war auf Rang 3.
Die beiden letzten Läufe waren für den 12. Februar ab 8 Uhr morgens angesetzt. Da es in den frühen Morgenstunden leicht geschneit hatte, waren die ersten Starter für den dritten Lauf im Nachteil. Musy hatte seit dem letzten Jahr die gleiche Mannschaft beisammen, was wohl den Ausschlag für seinen Sieg gab. Viel zum Sieg trugen auch die 103 kg bei, die Bremser Gartmann (der in Sportkreisen als früherer Eishockeyspieler und Speaker der Boxwettkämpfe in Zürich bekannt war) auf die Waage brachte. Bouvier war ein ehemaliger Fußballspieler des Servette FC. Schweiz II fuhr im dritten Lauf Bestzeit, im vierten dritte Zeit. Silbermedaillengewinner Capadrutt verfügte noch nicht über einen sicheren Vorsprung, doch er hatte am zweiten Tag die Konkurrenten im Griff. Er fuhr im dritten Lauf zwar nur die vierte Zeit, verbesserte aber im vierten Lauf als Letztgestarteter den von Kilian aufgestellten Bahnrekord um 9 Hundertstelsekunden auf 1:18,61.

## Ergebnisse
| Rang | Nation                | Athleten                                                          | Lauf        | Lauf        | Lauf        | Lauf        | Gesamt      |
| Rang | Nation                | Athleten                                                          | 1           | 2           | 3           | 4           | Gesamt      |
| ---- | --------------------- | ----------------------------------------------------------------- | ----------- | ----------- | ----------- | ----------- | ----------- |
| 1    | Schweiz II            | Pierre Musy Arnold Gartmann Charles Bouvier Joseph Beerli         | 1:22,45 min | 1:18,78 min | 1:19,60 min | 1:19,02 min | 5:19,85 min |
| 2    | Schweiz I             | Reto Capadrutt Hans Aichele Fritz Feierabend Hans Bütikofer       | 1:23,49 min | 1:19,88 min | 1:20,75 min | 1:18,61 min | 5:22,73 min |
| 3    | Großbritannien        | Frederick McEvoy James Cardno Guy Dugdale Charles Green           | 1:23,38 min | 1:20,18 min | 1:20,74 min | 1:19,11 min | 5:23,41 min |
| 4    | Vereinigte Staaten I  | Hubert Stevens Crawford Merkel Robert Martin John Shene           | 1:25,61 min | 1:19,17 min | 1:20,51 min | 1:18,54 min | 5:24,13 min |
| 5    | Belgien II            | Max Houben Martial Van Schelle Louis De Ridder Paul Graeffe       | 1:22,22 min | 1:23,52 min | 1:22,50 min | 1:20,68 min | 5:28,42 min |
| 6    | Vereinigte Staaten II | Francis Tyler James Bickford Richard Lawrence Max Bly             | 1:25,61 min | 1:23,85 min | 1:20,22 min | 1:19,32 min | 5:29,00 min |
| 7    | Deutsches Reich       | Hanns Kilian Sebastian Huber Fritz Schwarz Hermann von Valta      | 1:20,73 min | 1:23,05 min | 1:24,09 min | 1:21,20 min | 5:29,07 min |
| 8    | Belgien I             | René Lunden Eric De Spoelberch Philippe de Pret Gaston Braun      | 1:25,77 min | 1:21,81 min | 1:21,67 min | 1:20,57 min | 5:29,82 min |
| 9    | Frankreich            | Jean de Suarez d’Aulan Jacques Bridou Jean Dauven Louis Balsan    | 1:22,75 min | 1:22,18 min | 1:23,11 min | 1:22,32 min | 5:30,36 min |
| 10   | Italien               | Antonio Brivio Carlo Solveni Emilio Dell’Oro Raffaele Manardi     | 1:26,96 min | 1:22,46 min | 1:20,98 min | 1:20,67 min | 5:31,07 min |
| 11   | Österreich I          | Franz Lorenz Richard Lorenz Franz Wohlgemuth Rudolf Höll          | 1:27,38 min | 1:26,84 min | 1:26,17 min | 1:24,74 min | 5:45,13 min |
| 12   | Tschechoslowakei      | Gustav Leubner Walter Heinzl Bedřich Posselt Wilhelm Blechschmidt | 1:26,68 min | 1:25,60 min | 1:28,13 min | 1:25,11 min | 5:45,52 min |
| 13   | Österreich II         | Viktor Wigelbeyer Franz Bednar Robert Bednar Johann Gudenus       | 1:30,70 min | 1:29,62 min | 1:30,95 min | 1:26,64 min | 5:57,91 min |